# Stade de Reims (női csapat)
Az Stade de Reims sportegyesületének női labdarúgócsapata 1968-ban jött létre a franciaországi Reims városában. A Division 1-ben szereplő klub története során öt alkalommal hódította el a bajnoki címet.

## Klubtörténet
1968 májusában Pierre Geoffroy újságíró egy női futball mérkőzésre invitálta a Stade de Reims férfi játékosainak hölgy tagjait, azonban a meglepően nagy érdeklődés miatt újabb felvételt hirdetett ki, ahol már a környék lakosait is bevonták a kezdeményezésbe. A Schwindratzheim elleni barátságos találkozókat a Stade Auguste Delaune stadionban játszották és mindkét meccsen reimsi siker született. A lelkes játékosok nyomására a L'Union és a város vezetősége benevezte a csapatot a területi bajnokságba, majd a másodosztályba.

## Játékoskeret
2023. szeptember 2-től
| #  |     | Poszt | Név                |
| -- | --- | ----- | ------------------ |
| 16 | FRA | K     | Clara Wibaut       |
| 30 | POL | K     | Kinga Szemik       |
| 2  | FRA | V     | Mathilde Kack      |
| 4  | NGA | V     | Oluwatosin Demehin |
| 5  | FRA | V     | Julie Pasquereau   |
| 17 | FRA | V     | Jade Rastocle      |
| 21 | FRA | V     | Léa Notel          |
| 25 | NGA | V     | Rofiat Imuran      |
|    | FRA | V     | Aaliyah Nassena    |
| 6  | FRA | KP    | Anaële Le Moguédec |
| 7  | FRA | KP    | Thelma Eninger     |
| 13 | CMR | KP    | Charlene Meyong    |

| #  |     | Poszt | Név               |
| -- | --- | ----- | ----------------- |
| 10 | FRA | KP    | Rachel Corboz     |
| 14 | CMR | KP    | Monique Ngock     |
| 15 | FRA | KP    | Lou-Ann Joly      |
|    | JAM | KP    | Tiernny Wiltshire |
| 11 | FRA | CS    | Jade Nassi        |
| 26 | FRA | CS    | Léa Bourgain      |
| 9  | POR | CS    | Mélissa Gomes     |
| 18 | FRA | CS    | Shana Chossenotte |
| 19 | FRA | CS    | Adèle Connesson   |
| 20 | FRA | CS    | Noémie Mouchon    |
|    | FRA | CS    | Charline De Proft |

## Korábbi híres játékosok
| - Nicole Abar - Marie-Agnès Annequin-Plantagenet - Michèle Bariset - Célya Barclais - Claude Bassler - Corinne Baudette - Vicky Becho - Luna Berthe - Kessya Bussy - Marie-Louise Butzig - Tess David - Océane Deslandes - Dominique Dewulf - Magou Doucouré - Clara Dupont - Audrey Dupupet - Naomie Feller - Alizée Flagellat | - Marie-Claire Harant - Nadine Juillard - Romane Lejeune - Maryse Lesieur - Élisabeth Loisel - Michèle Monier - Isabelle Musset - Sonia Ouchène - Chloé Philippe - Chloé Pierel - Danielle Roux - Véronique Roy - Ghislaine Royer-Souef - Bénédicte Simon - Evanna Soyeux - Marie-Bernadette Thomas - Michèle Wolf | - Hana Kerner - Phallon Tullis-Joyce - Grace Rapp - Miracle Porter - Melissa Herrera - Melchie Dumornay - Kethna Louis - Vita van der Linden - Aurelle Awona - Easther Mayi Kith - Emily Alvarado - Giorgia Spinelli - Rose Reilly - Melike Pekel - Inna Hluscsenko - Irina Kocsnyieva - Darja Kravec - Tetyjana Romanenko |

## Sikerlista
- Francia bajnok (5): 1974–75, 1975–76, 1976–77, 1979–80, 1981–82

- Francia másodosztályú bajnok (1): 2018–19

## A klub vezetőedzői
- Florent Ghisolfi (2014–2016)
- Frédéric Izeda (2016)
- Antoine Diaz (2016–2017)
- Amandine Miquel (2017–)